# 막스 하벌라르

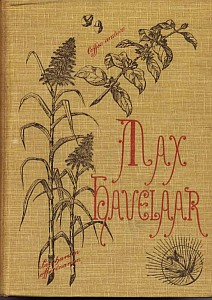

막스 하벌라르(Max Havelaar)는 물타툴리(Multa－tuli,데케르의 필명, 1820-87)의 소설이다.
네덜란드에서 출생하여 네덜란드령인 동인도 자바에서 부이사관(副理事官)이 된 작자 자신을 주인공으로 한 소설이다. 작자는 이 작품에서 모든 이기적 냉혈한을 탄핵하여 세상에 호소했는데 발표되자마자 큰 반향을 불러 일으켰다.
이 작품은 세계 각국어로 번역되어 스토 부인의 <엉클 톰스 캐빈>과 비견되었다.